# Hovannès Katchaznouni
Hovannès (ou Hovhannès) Katchaznouni (1868-1938) est un homme d'État arménien, Premier ministre du premier gouvernement de la République d'Arménie (1918-1920) qu'il forme à la demande du Conseil national arménien.

## Biographie
Il est ingénieur de formation et passe l'essentiel de sa carrière à Bakou. Membre de la Fédération révolutionnaire arménienne, responsable de cette dernière à Van en 1908, il fait partie de la délégation qui signe le traité de Batoum.

## Publications
- Դաշնակցութիւնը անելիք չունի (Le parti Dachnak n'a (plus) rien à faire) :
  - (hy) Դաշնակցութիւնը անելիք չունի [« Le parti Dachnak n'a rien à faire »], Bucarest,‎ 1923, 91 p. (lire en ligne  [PDF])
  - (hy) Հ.Յ. Դաշնակցութիւնը անելիք չունի այլ եւս [« Le parti Dachnak n'a rien à faire »], Alexandrie,‎ 1923, 130 p. (lire en ligne  [PDF])
  - (hy) Հ.Հ. Դաշնակցությունը անելիք չունի այլյեվս [« Le parti Dachnak n'a rien à faire »], Tiflis,‎ 1923, 111 p. (lire en ligne  [PDF])